# Burg Müttinghoven
Burg Müttinghoven, auch Haus Müttinghoven, ist eine Wasserburg südöstlich von Morenhoven, einem Ortsteil von Swisttal im nordrhein-westfälischen Rhein-Sieg-Kreis.
Das Anwesen besteht aus einem barocken, zweigeschossigen Herrenhaus aus dem 18. Jahrhundert sowie Wirtschaftsgebäuden neueren Datums. Von der mittelalterlichen Burg ist nichts erhalten, vermutlich steht aber das Herrenhaus auf den alten Fundamenten.

## Geschichte
Es sind bis heute keine schriftlichen Quellen zu den Anfängen der Burg Müttinghoven, auch Muchekoven oder Muytekoven, nachweisbar.
Die Burg hatte eine bewegte Vergangenheit mit zahlreichen Besitzwechseln. Ältester Beleg ist eine 1371 für die Vogtei ausgestellte Belehnungsurkunde der Kanzlei des Kölner Domstifts für Reinhard von Buschhoven. Weitere Inhaber der Vogtei waren
- Johann Laner von Breitbach (1491),
- Ulrich von der Horst zu Hurt (1497),
- Wilhelm Stael von Molenbroch (1498),
- Gerhard von der Vorst-Lombeck (1513),
- Heinrich Degenhard von Schall zu Lüftelberg (1574).

Ab 1671 wird Müttinghoven als freiadliger Rittersitz genannt. Als Besitzer sind verzeichnet
- Goer zu Müttinghoven
- Frenz zu Mattenfeld.

Heute befindet sich das Haus Müttinghoven im Besitz der Familie Raitz von Frentz. Das Anwesen ist seit 1998 verpachtet und wird landwirtschaftlich genutzt.